# Поррека, Джорджо
Джорджо Поррека (итал. Giorgio Porreca; 30 августа 1927, Неаполь — 5 января 1988, Неаполь) — итальянский шахматист; международный мастер (1957), международный мастер ИКЧФ (1975).
Чемпион Италии 1950 и 1956 гг. Семикратный чемпион Италии в игре по переписке (1957, 1966, 1967, 1969, 1971, 1972, 1973 гг.).
В составе сборной Италии участник трёх шахматных олимпиад (1950, 1952 и 1954), а также двух Кубков Клары Бенедикт (1953 и 1957).
Шахматный литератор; один из составителей итальянской шахматной энциклопедии, переводчик советской шахматной литературы.

## Книги
- Dizionario enciclopedico degli. scacchi, Mil., 1971 (соавтор).